# Euskarisation tardive

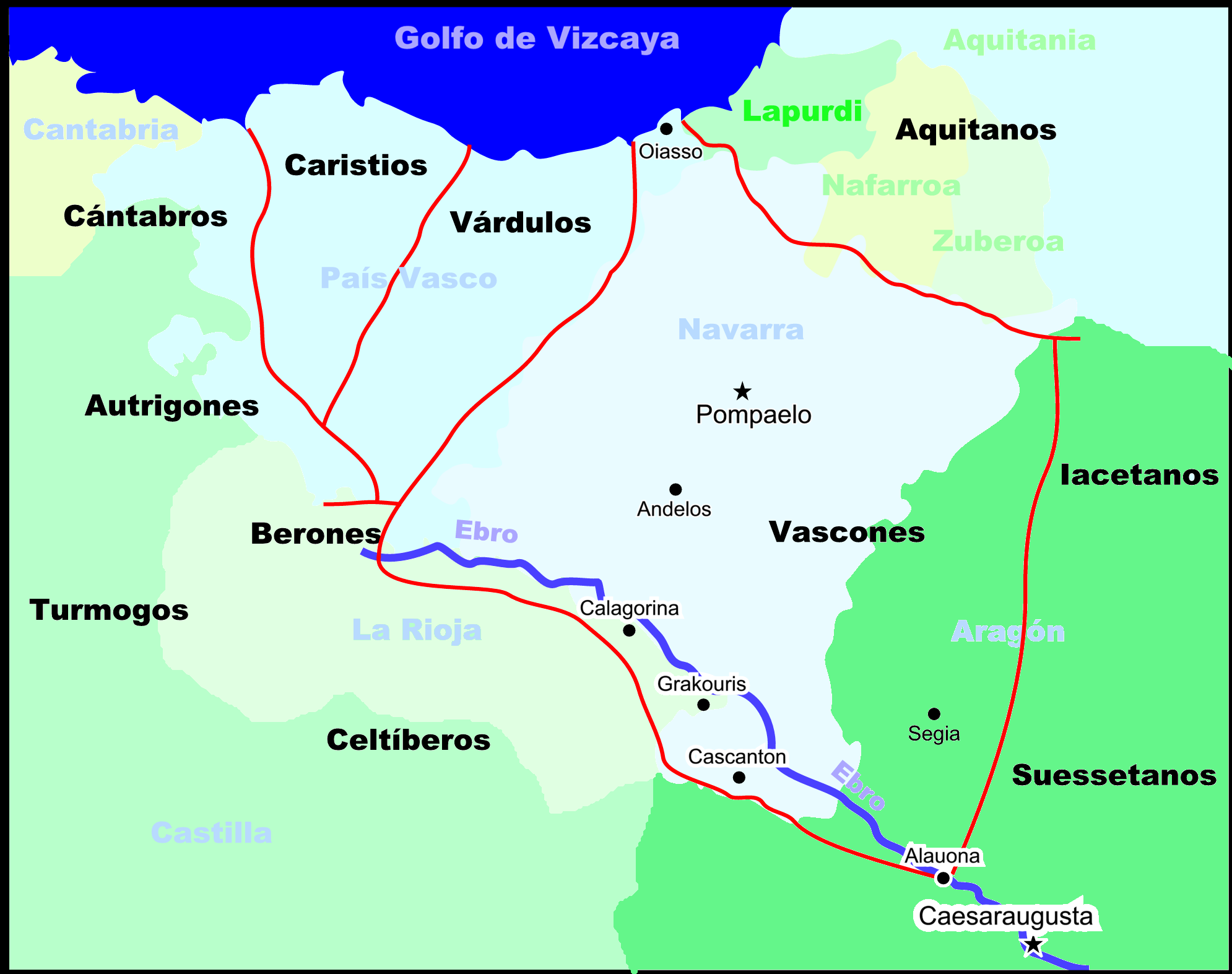
Peuples pré-romains du nord de la péninsule ibérique

En linguistique et ethnographie, euskarisation tardive (de l'espagnol vasconización tardía) est l'hypothèse, défendue par beaucoup d'experts, qui soutient que la langue basque a commencé à se diffuser depuis l'Aquitaine en direction du Pays basque actuel seulement à partir de l'époque de la République romaine et dans les siècles suivants, notamment du Ve au VIe siècle. Cette hypothèse est principalement basée sur l'étude de l'hydronymie, de la toponymie et de l'anthroponymie ancienne de ces régions. 
Cette hypothèse d'une arrivée « tardive » des premiers bascophones en Ibérie s'oppose partiellement à l'idée défendue par quelques linguistes d'une origine préhistorique locale de la langue basque. Aucune de ces théories n'est complètement acceptée. Cependant, quelques résultats archéologiques semblent confirmer la présence de la langue basque en Alava entre le IIe et le IVe siècle.

## Les théories actuelles principales
La langue basque est une langue qui a résisté à des migrations successives de différents peuples tels que les Celtes, les Romains, des peuples germaniques et ce depuis le Néolithique jusqu'à nos jours. 
Il y a deux hypothèses principales au sujet du territoire que la langue basque a recouvert lors de la préhistoire et des débuts des premiers documents écrits donnant des indications sur les langues parlées dans la région :
- le basque aurait occupé l’actuel Pays basque (Navarre et Communauté autonome basque) ainsi que l'actuelle Gascogne et le Pays basque français au nord des Pyrénées depuis la Préhistoire ;
- Seulement vers la fin de la république romaine et pendant les premiers siècles de l'empire, une migration de bascophones venus d'Aquitaine aurait supplanté des populations autochtones dont le substrat antique serait indo-européen[1]. Cette migration augmenterait avec un pic aux VIe et VIIe siècles[2].

La dernière hypothèse, connue sous le nom de « la basquenisation tardive de la dépression basque » (« the late basquenization of the Basque depression »), a été défendue par des historiens et des philologues tels que Claudio Sánchez Albornoz, Manuel Gómez-Moreno, Jürgen Untermann et Francisco Villar. Le linguiste basque-espagnol Koldo Mitxelena a formulé des objections importantes contre cette hypothèse ; cependant, les récents résultats archéologiques sur la morphologie d'Aquitains (présumée par l'analyse des auteurs tels que Agustín Azkarate, Iñaki García Camino, Mikel Unzueta, et d'autres) se dirigent vers la seconde hypothèse, ce qui donne à la théorie un nouveau souffle.
Dans son livre de 2008, Historia de las Lenguas De Europa (Histoire des langues de l'Europe), le philologue et helléniste espagnol Francisco Rodríguez Adrados a repris la discussion en arguant du fait que la langue basque est plus ancienne en Aquitaine que dans le Pays basque espagnol, et qu'elle est parlée maintenant sur son territoire en raison de la pression des invasions celtiques.
Francisco Villar Liébana soutient également qu'au IIIe siècle av. J.-C., l'inventaire anthroponymique préromain du Pays basque et de la Navarre indique qu'avant l'arrivée des Romains, la langue parlée était indo-européenne (comme l'indiquent les noms utilisés) sur les territoires des Caristes, des Vardules et des Autrigons, alors qu'en territoire vasconique (notamment dans la Navarre actuelle), la plupart des orateurs choisissaient des noms ibériques. Sur les territoires de l'actuel Pays basque, seule une proportion statistiquement négligeable choisissait des noms basques, alors qu'en Navarre, il s'agissait d'une minorité de la population. 
Pour lui, les anciennes données onomastiques du Pays basque et de la Navarre peuvent être résumées comme suit:
- L'hydronymie ancienne, composante onomastique la plus durable, n'est pas basque, mais indo-européenne dans son intégralité.
- L'ancienne toponymie, qui la suit en termes de durabilité, est également indo-européenne dans son intégralité, à l'exception de Poampaelo (maintenant Pampelune) et d'Oiarso (maintenant Oyarzun).
- Et l'anthroponymie, qui reflète la langue utilisée à l'époque où ces noms étaient utilisés, est également massivement indo-européenne, bien qu'il existe entre 10 et 15 % d'anthroponymes d'étymologie vasconique[4].

En revanche, les données existantes montrent que, bien qu'à l'époque romaine en Hispanie, on observe que quelques noms de lieu à la frontière pyrénéenne et une douzaine d'anthroponymes d'étymologie vasconique, en Aquitaine, il existait une abondante antroponymie de cette étymologie.
Cet ensemble de faits serait tout à fait compatible avec les hypothèses qui postulaient une infiltration tardive de ce type de population d'Aquitaine qui, à l'époque de la conquête romaine, n'avait atteint que l'établissement d'une tête de pont constituée d'un petit centre de population en Navarre et dans le Haut-Aragon. et enfin de quelques individus isolés dans les provinces actuelles d'Alava, de Biscaye et de Guipúzcoa. L'absence presque complète d'anciens noms de lieux d'étymologie vasconique serait ainsi expliquée : les locuteurs vasconiques, récemment arrivés et encore peu nombreux, n'auraient pas eu la possibilité de modifier en profondeur l'héritage toponymique avant leur arrivée.
Ainsi, selon Villar, les bascophones n'ont commencé à pénétrer dans la péninsule ibérique de l'autre côté des Pyrénées qu'à partir de l'époque de la Rome républicaine, puis ont intensifié leur présence au cours des siècles suivants. Ces populations se trouvaient au nord des Pyrénées. déjà avant ces dates comme le montre l'existence d'une abondante antroponymie vasconique en Aquitaine.

## Preuves
Selon cette perspective, les preuves mettent en lumière des établissements celtiques importants dans le territoire actuel du Pays basque, cependant, apparemment pas dans les vallées pyrénéennes de Navarre).

Les deux cultures ont donc coexisté, les éléments celtiques étant socialement prédominants, jusqu'à l'arrivée des Romains. C'est observé partout en Alava et en Biscaye, ainsi on conclut que les Caristii et les Varduli n'étaient pas des tribus ou des peuples basques, mais plutôt des Indo-Européens comme leurs voisins Autrigones, Cantabri, et Berones. C'est-à-dire, que les premiers peuples autochtones dans ces secteurs n'étaient pas les Basques pré-indo-européens ou proto-basques, comme on l'a traditionnellement supposé (soutenu par les théories de Theo Vennemann), mais seraient indo-européens. Ou tout au moins des Indo-Européens qui se seraient profondément imposés au-dessus du substrat pré-Néolithique précédent.
Plus tard, on observe que l'Alava et Navarre étaient romanisées fortement. La partie bien connue de la dépression basque appelée le saltus a seulement été à peine habitée, et aux endroits où il l'était, il y a des évidence de vestiges romains.
Selon Julio Caro Baroja, El ager (une autre partie de la dépression basque) était romanisé comme reste de la péninsule ibérique. Ainsi, depuis quand la langue basque est-elle arrivée là et d'où est-elle venue ? La réponse qui soutient cette hypothèse est que l'expansion de l'euskara arrive entre le Ve et le IXe siècle, beaucoup plus tard que la croyance actuelle.
L'« Euskarisation tardive » est soutenue par les faits suivants :
- Abondance onomastique indo-européenne antique avant romanisation (selon María Lourdes Albertos Firmat)[5].
- Absence de vestiges en langue basque avant la romanisation, ce qui contraste grandement avec l’Aquitaine.
- Romanisation profonde de la dépression basque (El ager et le saltus, comme indiqué par Caro Baroja et Juan José Cepeda).
- Expansion de la langue basque durant le Haut Moyen Âge.
- Homogénéité des dialectes basques au début du Moyen Âge (précisés par Luis Michelena).
- Vestiges archéologiques (Aldaieta, Alegría, etc.)
- La frontière génétique entre les basques et leurs voisins méridionaux est fortement marquée, alors qu'il y a un caractère génétique plus diffus entre les Basques et leurs voisins nordiques, ce qui pourrait indiquer un déplacement de la langue basque d'Aquitaine vers le sud (Luigi Luca Cavalli-Sforza)[6].